# Mezinárodní biatlonová unie
Mezinárodní biatlonová unie (IBU, anglicky International Biathlon Union, německy Internationale Biathlon Union) je mezinárodní sportovní organizace sdružující národní biatlonové svazy a ostatní organizace reprezentující biatlon. IBU vznikla v roce 1993 oddělením od Mezinárodní unie moderního pětiboje (UIPM). V současnosti má celkem 64 členů. Česko je v IBU zastoupeno Českým svazem biatlonu.
Organizace sídlí v Salcburku v Rakousku, jejím prezidentem je od roku 2018 Švéd Olle Dahlin. Prvním místopředsedou je Jiří Hamza, předseda Českého svazu biatlonu.

## Dopingový skandál
Unií zasáhl od roku 2014 dopingový skandál, když Světová antidopingová agentura (WADA) začala v souvislosti s rozkrýváním dopingového skandálu ruské atletiky uveřejňovat i jména především ruských sportovců, kteří byli usvědčeni z dopingu, mj. v době Zimních olympijských her 2014 v Soči.

Tento problém přerostl v roce 2018 v korupční skandál, když Světová antidopingová agentura oznámila, že Anders Besseberg, tehdejší předseda IBU (1992–2018), a Nicole Reschová, generální sekretářka, jsou podezřelí z přijetí úplatku za zakrývání těchto provinění. Po této aféře zastavil Mezinárodní olympijský výbor biatlonu na půl roku finanční podporu.

## Pořádané akce
IBU pořádá nebo spolupořádá následující biatlonové události:
- Biatlon na zimních olympijských hrách
- Mistrovství světa v biatlonu
- Mistrovství Evropy v biatlonu
- Mistrovství světa juniorů v biatlonu
- Mistrovství Evropy juniorů v biatlonu
- Mistrovství světa v letním biatlonu
- Světový pohár v biatlonu
- IBU Cup
- Junior Cup